# Powiat radomski

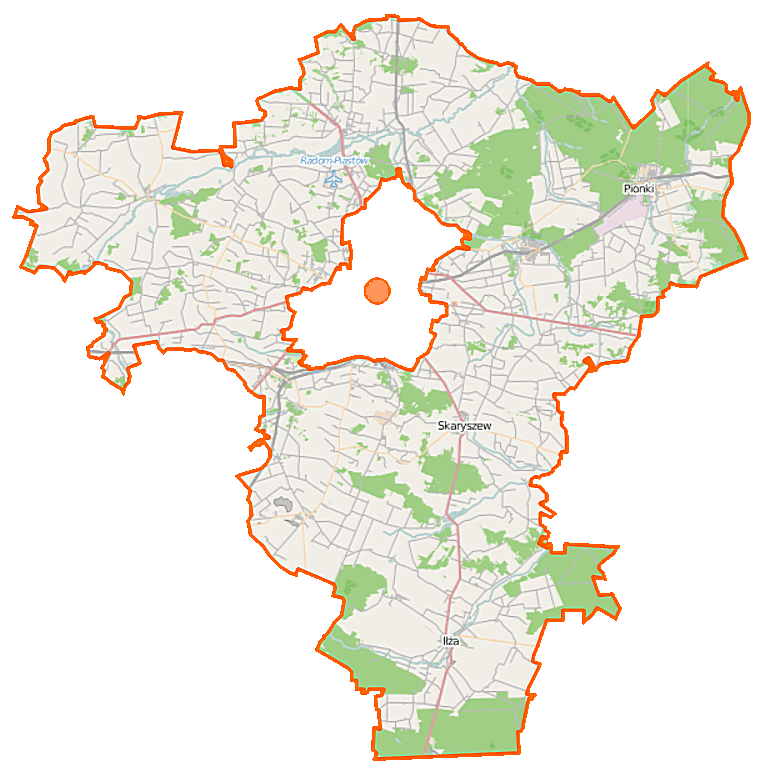
Mapa powiatu

Powiat radomski – powiat w Polsce, w południowej części województwa mazowieckiego, utworzony w 1999 roku w ramach reformy administracyjnej. Siedzibą władz powiatu jest miasto Radom.
Według danych z 31 grudnia 2019 roku powiat zamieszkiwało 152 291 osób. Natomiast według danych z 30 czerwca 2020 roku powiat zamieszkiwało 152 237 osób.

## Zasięg terytorialny
W skład powiatu wchodzą:
- gminy miejskie: Pionki
- gminy miejsko-wiejskie: Iłża, Jedlnia-Letnisko, Przytyk, Skaryszew
- gminy wiejskie: Gózd, Jastrzębia, Jedlińsk, Kowala, Pionki, Wierzbica, Wolanów, Zakrzew
- miasta: Iłża, Jedlnia-Letnisko, Pionki, Przytyk, Skaryszew

Powiat radomski graniczy z 6 powiatami województwa mazowieckiego: szydłowieckim, przysuskim, białobrzeskim, kozienickim, zwoleńskim, lipskim i z 1 powiatem województwa świętokrzyskiego: starachowickim oraz z miastem na prawach powiatu Radomiem.

## Demografia

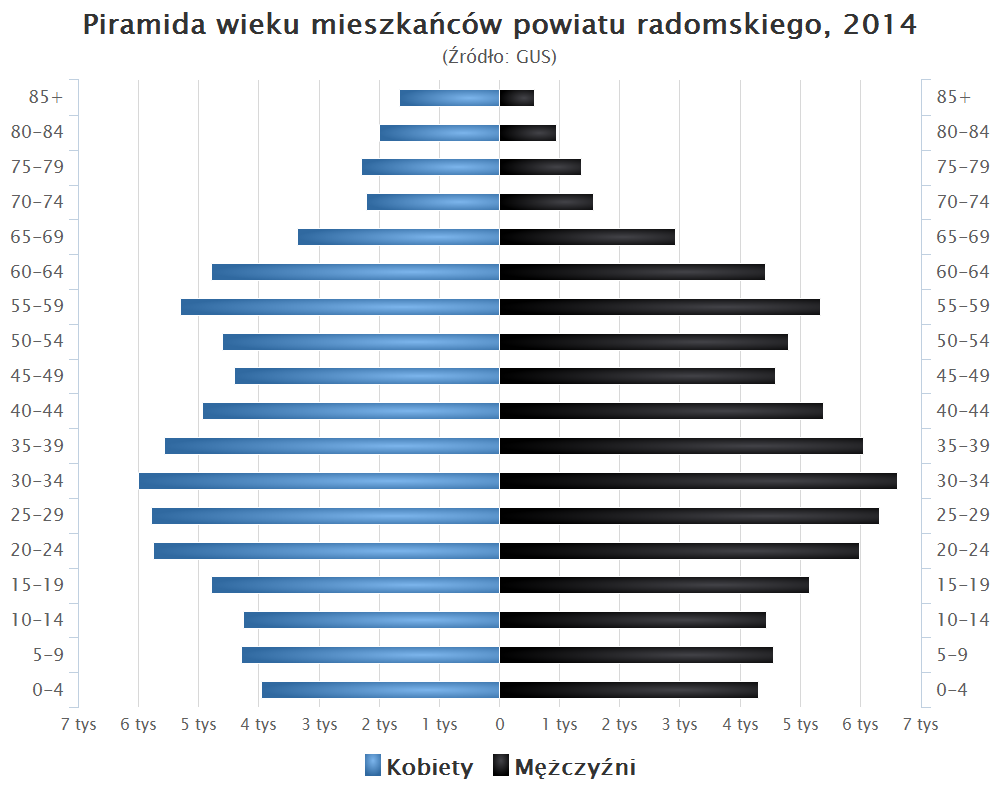
Piramida wieku mieszkańców powiatu radomskiego w 2014 roku

Liczba ludności (dane z 30 czerwca 2005):
|        | Ogółem  | Ogółem | Kobiety | Kobiety | Mężczyźni | Mężczyźni |
| osób   | %       | osób   | %       | osób    | %         |           |
| ------ | ------- | ------ | ------- | ------- | --------- | --------- |
| Ogółem | 144 591 | 100    | 72 616  | 50,22   | 71 975    | 49,78     |
| Miasto | 29 123  | 20,14  | 15 103  | 10,45   | 14 020    | 9,70      |
| Wieś   | 115 468 | 79,86  | 57 513  | 39,78   | 57 955    | 40,08     |

▶Wieś vs ▶miasto
Ogółem (▶k, ▶m)
Miasto (▶k, ▶m)
Wieś (▶k, ▶m)

## Współpraca zagraniczna
- Słowacja Powiat Nowa Wieś Spiska
- Rumunia Okręg Prahova
- Litwa Rejon solecznicki

## Starostowie
- Aleksy Rżewski (PPS) (2 XI 1918 – 14 I 1919) komisarz ludowy na pow. Radom
- Zygmunt Słomiński (ND) (15 I 1919 – 28 II 1919) komisarz ludowy na pow. Radom
- Zdzisław Maćkowski (16 IV 1929 – 25 VIII 1933)
- Stanisław Skibicki (10 I 1934 – 16 IX 1934)
- Aleksander Klotz (17 IX 1934 – 28 III 1935)
- Jerzy Albin de Tramecourt (28 VI 1935 – 17 II 1937)
- Jan Mieszkowski (4 III 1937 – IX 1939 – de iure 22 lipca 1944)
- Zdzisław Kieszkowski (PSL) (1 I 1999 – 2006)
- Tadeusz Osiński (PSL) (2006 – 2010)
- Mirosław Ślifirczyk (PSL) (2010 – 2018)
- Waldemar Trelka (PiS) (od 2018[5][6])

## Wicestarostowie i członkowie zarządu
- Zygmunt Słomiński (ND) (10 XI 1918 – 14 I 1919) – z-ca komisarza ludowego na pow. Radom
- Mirosław Ślifirczyk (PSL) - członek zarządu 1998-2002
- Krzysztof Hernik - członek zarządu 2002-2006
- Adam Siczek (PSL) - członek zarządu 2002-2006
- Mirosław Ślifirczyk (PSL) - członek zarządu 2002-2006
- Krzysztof Górak (Samorządowe Forum Prawicy) - wicestarosta 2006-2010
- Mirosław Ślifirczyk (PSL) - członek zarządu 2006-2010
- Waldemar Trelka (PiS) - wicestarosta 2010-2014
- Marek Jarosz (PSL) - członek zarządu 2010-2014
- Adam Siczek (PSL) - członek zarządu 2010-2014
- Jan Siek (PiS) - członek zarządu 2010-2014
- Leszek Margas (Forum Samorządowe) - wicestarosta od 2014-2018[7]
- Marek Jarosz (PSL) - członek zarządu od 2014-2018
- Adam Siczek (PSL) - członek zarządu od 2014-2018
- Henryk Słomka (PSL) - członek zarządu od 2014-2018
- Roman Frąk (PiS) - wicestarosta od 2018
- Zbigniew Dziubasik (PiS) - członek zarządu od 2018
- Krzysztof Kozera (PiS) - członek zarządu od 2018
- Ewa Tkaczyk (PiS) - członek zarządu od 2020
- Zdzisław Mroczkowski (PiS) - członek zarządu 2018-2020

## Przewodniczący rady
- Edward Krok (PSL) - przewodniczący rady 2006-2010
  - Zbigniew Belowski (PO) - wiceprzewodniczący 2006-2010
- Tadeusz Osiński (PSL) - przewodniczący rady 2010-2014
  - Zbigniew Dziubasik (PiS) - wiceprzewodniczący 2010-2014
  - Teresa Majkusiak (PSL) - wiceprzewodnicząca 2010-2014
  - Tadeusz Nowicki (PSL) - wiceprzewodniczący 2010-2014
- Zbigniew Dziubasik (PiS) - przewodniczący rady 2014
- Teresa Bartosiewicz (PSL) - przewodnicząca rady od 2014
- Krzysztof Murawski (PiS) - przewodniczący rady od 2018[8]
  - Teodozja Janina Bień (PiS) - wiceprzewodnicząca od 2018
  - Ewa Tkaczyk (PiS) - wiceprzewodnicząca 2018-2020
  - Zdzisław Mroczkowski (PiS) - wiceprzewodniczący od 2020